# HD 124639
HD 124639，又名CP-82 601，SAO 258697、HR 5327，是一颗恒星，视星等为6.42，位于銀經305.94，銀緯-20.53，其B1900.0坐标为赤經14h 9m 35.1s，赤緯-82° -20.53′ 16″。